# 黒いスーツを着た男
『黒いスーツを着た男』（くろいスーツをきたおとこ、Trois mondes）は2012年のフランス・モルドバのサスペンス映画。監督はカトリーヌ・コルシニ、出演はラファエル・ペルソナとクロチルド・エムなど。意図せず罪を犯してしまった男と目撃者の女、そして被害者の妻の3人の運命が交錯する様を描く。
2012年5月24日に第65回カンヌ国際映画祭で初上映された。日本では2013年8月31日からの劇場での一般公開に先立ち、同年6月23日にフランス映画祭2013において上映された。また、本作の日本でのプロモーションにおいて、主演のラファエル・ペルソナは「アラン・ドロンの再来」と称されている。

## ストーリー
自動車ディーラーで働くアランは社長令嬢との結婚を10日後に控え、友人たちと夜中に騒いだ帰りに車で男を轢いてしまう。友人らに促されるまま男を放置してアランは逃げ出すが、その一部始終をアパルトマンの窓から偶然に目撃していた女性がいた。その女性、ジュリエットは被害者の容態が気になり、翌日になって病院に行く。被害者の家族に連絡する余裕がないと言う看護師の言葉に、ジュリエットは被害者の持っていた名札から被害者の妻ヴェラを探し出して連絡する。そして、ヴェラとその夫が不法滞在のモルドバ人だったため充分な経済的補償を得られないことを知ったジュリエットはヴェラの希望もあって相談相手となる。そんな中、ジュリエットは病院でアランの姿を目撃する。アランは被害者の容態が気になって様子を見に来ていたのだ。すぐに轢き逃げ犯と気付いたジュリエットは彼の後を追って正体を突き止めるが、彼の憔悴し切った様子に戸惑いを覚える。それでも意を決してアランに会いに行ったジュリエットはヴェラに謝罪するように詰め寄る。はじめは犯行を認めようとしなかったアランだったが、罪悪感からすぐに思い直し、ジュリエットにヴェラとの仲介をして欲しいと頼む。戸惑いながらもアランの申し出を受け入れたジュリエットと会ううちに、身分違いの結婚を控えた不安と轢き逃げ事件を起こした罪悪感から精神的に不安定となっていたアランは、すべてをさらけ出せる唯一の相手であるジュリエットに急速に惹かれていく。ジュリエットもそんなアランに惹かれていき、ついに2人は一線を越えてしまう。ところが、そこに被害者が亡くなったとの連絡が来る。アランが商品の車を横流しして作った金を預かったジュリエットは、その金をヴェラに渡すが、これによりジュリエットが轢き逃げ犯と接触したことを知ったヴェラはジュリエットに対して裏切られた思いを抱き、彼女を拒絶する。傷心のヴェラは、葬儀で夫に着せる服と自分が着る服を高級服店で購入し、アランからもらった金を一気に使い切ると、葬儀の前に執り行われた偲ぶ会にジュリエットを呼び出して夫を故郷に埋葬するための金が必要だと告げる。ジュリエットから話を聞いたアランは会社の金にまで手を付けようとするが、アランの友人からすべてを聞いていた社長に見つかる。警察が動いているわけではないのだからとぼければいいと言う社長にアランは反発して2人はもみ合う。実の息子のように目をかけていたアランに裏切られたと吐き捨てる社長はアランを追放する。結婚も出世もすべてを失ったアランはヴェラに会いに行って謝罪する。ヴェラは激しい怒りをアランにぶつけ、アランを連れて警察に行こうとする。しかし、冷静になったヴェラは、アランを告訴してもせいぜい1年で出所してしまうと気付くと、アランを置いてその場を後にする。取り残されたアランが街をさまよい歩いていると、ヴェラの家族らに捕まり、激しい暴行を受けて放置される。そしてアランは、すべてを知った上でそれでもアランと結婚したいと涙ながらにすがる婚約者に別れを告げる。
ヴェラの夫の葬儀をアランは離れたところから見守る。ヴェラやその家族らからの鋭い視線を受け、アランはただ立ち尽くすしかない。憔悴し切ったアランは1人で列車に乗る。

## キャスト
- アラン（アル）: ラファエル・ペルソナ - 貧しい家庭から成り上がった男。
- ジュリエット: クロチルド・エム - 事故の目撃者。妊娠中の大学生。
- ヴェラ: アルタ・ドブロシ - 被害者の妻。不法滞在のモルドバ人。
- フランク: レダ・カテブ - アルの同僚で友人。
- マルタン: アルバン・オーマール（フランス語版） - アルの同僚で友人。
- マリオン・テスタール: アデル・エネル - アルの婚約者。
- テスタール: ジャン＝ピエール・マロ（フランス語版） - マリオンの父。アルの会社の社長。
- フレデリク: ローラン・カペリュート（フランス語版） - ジュリエットの恋人。大学講師。
- アドリアン: ラシャ・ブコヴィッチ - ヴェラの夫。事故の被害者。

## 作品の評価
アロシネによれば、フランスの19のメディアによる評価の平均点は5点満点中3.2点となっている。
Rotten Tomatoesによれば、8件の評論のうち高評価は38%にあたる3件で、平均点は10点満点中5.90点となっている。